# هادی ساکو
هادی ساکو (انگلیسی: Hadi Sacko؛ زادهٔ ۲۴ مارس ۱۹۹۴) بازیکن فوتبال اهل مالی است.
از باشگاه‌هایی که در آن بازی کرده‌است می‌توان به باشگاه فوتبال آنکاراگوچو، باشگاه فوتبال سی‌اف‌آر کلوژ، باشگاه فوتبال دنیزلی اسپور، باشگاه فوتبال لاس پالماس، باشگاه فوتبال سوشو، باشگاه فوتبال اسپورتینگ سی‌پی بی، باشگاه فوتبال بوردو، باشگاه فوتبال لو آور، و باشگاه فوتبال لیدز یونایتد اشاره کرد.
وی همچنین در تیم‌های ملی فوتبال France national under-16 football team، زیر ۱۸ سال فرانسه، زیر ۱۹ سال فرانسه، زیر ۲۰ سال فرانسه، و مالی بازی کرده‌است.